# 科普特語埃及人福音
以往被認為經已失傳的科普特語埃及人福音之兩個版本皆是收錄在1945年發現的拿戈瑪第經集中。它們與希臘文埃及人福音有很多的不同之處。
在科普特語埃及人福音這標題下有另一名叫「偉大而不可見之靈的聖書」（The Holy Book of the Great Invisible Spirit）的次標題。
此書的內容主要根據塞特派諾斯底主義的學說去說明地球是如何成形，而塞特又是如何轉世成為耶穌去將人類由邪惡的牢獄中解放 —— 這牢獄是指「創造」。
此書亦紀錄了一首聖詩，而此詩的部份不尋常地以一些沒有意義的響音音節所組成。這可能是模仿自基督教的方言，但最後一段的響音(u aei eis aei ei o ei ei os ei)又能被分割後理解為希臘文，意思為「那身為聖子而永永遠遠存在的。你就是你，你就是你。（who exists as Son for ever and ever. You are what you are, you are who you are.）」

## 外部連結
- Gnostic Society Library: （页面存档备份，存于） 經文翻譯